# معجزه اقتصادی ایتالیا

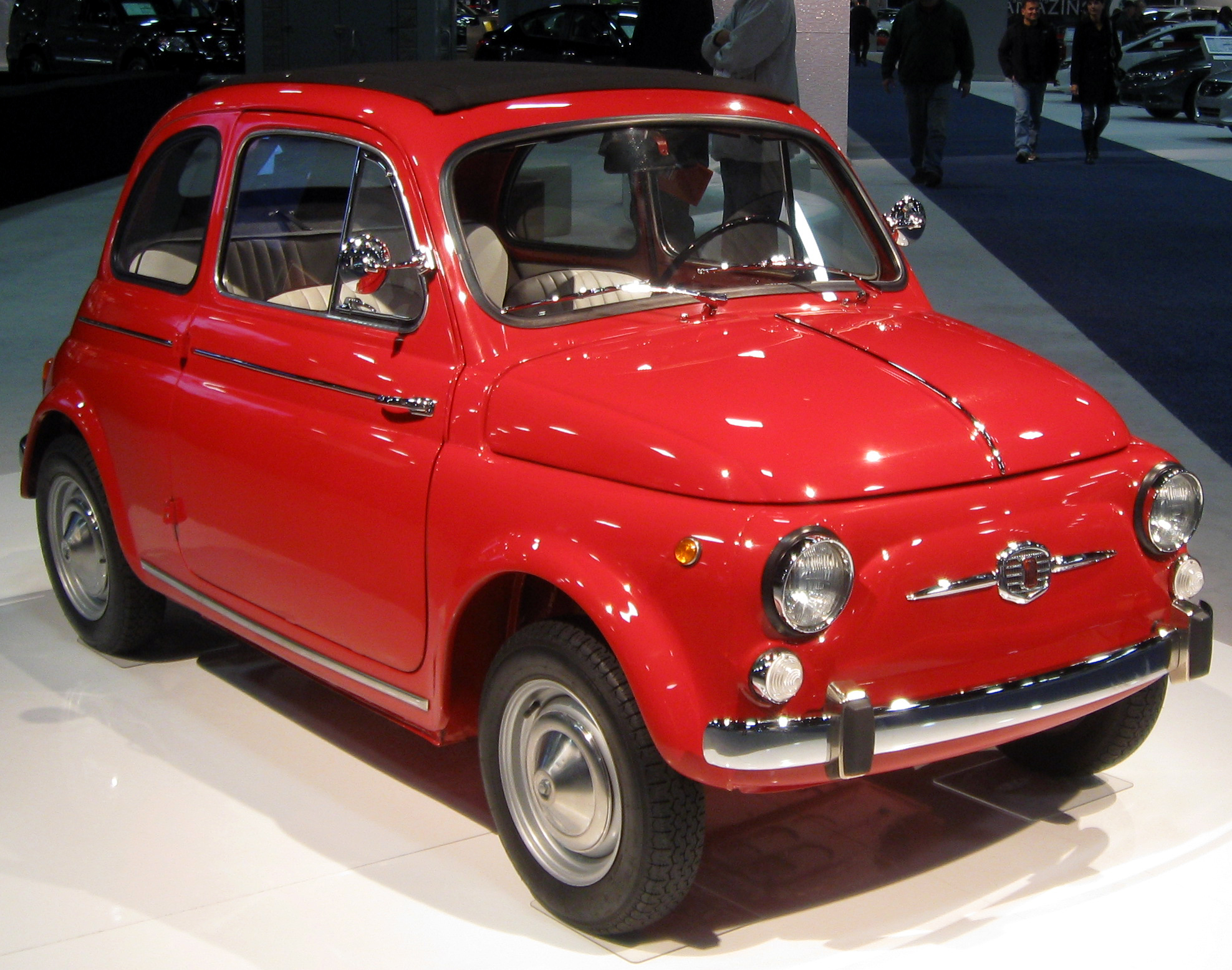
1962 Fiat 500 photographed in Washington, D.C., USA

معجزه اقتصادی ایتالیا یا انفجار اقتصادی ایتالیا اصطلاحی است که مورخان، اقتصاددانان و رسانه‌های جمعی برای معرفی دوره رشد مداوم اقتصادی در ایتالیا پس از جنگ جهانی دوم از آن استفاده می‌کنند. این دوره در پایان جنگ و از دهه ۱۹۵۰ تا اواخر دهه ۱۹۶۰ و به ویژه سالهای ۱۹۵۰ تا ۱۹۶۳ را در بر میگرفت. این مرحله از تاریخ ایتالیا نه تنها سنگ بنای توسعه اقتصادی و اجتماعی این کشور بود "چرا که ایتالیا را از یک کشور فقیر عمدتاً روستایی، به یک قدرت صنعتی جهانی بدل کرد" بلکه دوره ای از تحولات مهم در جامعه و فرهنگ ایتالیا را نیز شامل می‌شد. تا اواخر دهه ۱۹۷۰ پوشش تأمین اجتماعی فراگیر و نسبتاً سخاوتمندانه ای ایجاد گردیده بود. سطح زندگی مادی برای طیف وسیعی از مردم بهبود اساسی پیدا کرده بود.